# Saint-Jean-lès-Buzy
Saint-Jean-lès-Buzy är en kommun i departementet Meuse i regionen Grand Est (tidigare regionen Lorraine) i nordöstra Frankrike. Kommunen ligger i kantonen Étain som tillhör arrondissementet Verdun. År 2022 hade Saint-Jean-lès-Buzy 376 invånare.

## Befolkningsutveckling
Antalet invånare i kommunen Saint-Jean-lès-Buzy
| Referens: INSEE |